# (6010) Lyzenga
(6010) Lyzenga (1990 OE) – planetoida z pasa głównego asteroid okrążająca Słońce w ciągu 4,13 lat w średniej odległości 2,57 j.a. Odkryta 19 lipca 1990 roku.